# Verwaltungsgemeinschaft Oschersleben (Bode)
Die Verwaltungsgemeinschaft Oschersleben (Bode) war eine Verwaltungsgemeinschaft im Landkreis Börde in Sachsen-Anhalt. Zur Verwaltungsgemeinschaft kam am 1. Januar 2005 die Gemeinde Schermcke aus der aufgelösten Verwaltungsgemeinschaft „Börde“ Seehausen/Klein Wanzleben hinzu. Am 1. Juli 2009 wurden die Gemeinden Altbrandsleben, Hornhausen und Schermcke, die bis dahin auch zur Verwaltungsgemeinschaft gehörten, in die Stadt Oschersleben (Bode) eingegliedert. Am 1. Januar 2010 geschah das auch mit Peseckendorf, am 1. September 2010 auch mit Hadmersleben, womit die Verwaltungsgemeinschaft aufgelöst wurde und Oschersleben (Bode) zur Einheitsgemeinde wurde.

## Die Gemeinden mit ihren Ortsteilen
In der Verwaltungsgemeinschaft waren zuletzt zwei Städte zur Erledigung ihrer Verwaltungsgeschäfte zusammengeschlossen:
- Stadt Hadmersleben
- Stadt Oschersleben (Bode) mit den Ortsteilen Alikendorf, Altbrandsleben, Ampfurth, Andersleben, Beckendorf, Emmeringen, Groß Germersleben, Günthersdorf, Hordorf, Hornhausen, Jakobsberg, Kleinalsleben, Klein Oschersleben, Neindorf, Neubrandsleben, Peseckendorf  und Schermcke

## Politik

### Wappen
Das Wappen wurde am 9. November 1993 durch das Regierungspräsidium Magdeburg genehmigt.
Blasonierung: „Gespalten von Rot und Silber; vorn ein silbernes Kleeblatt, oben und unten begleitet von je einem silbernen Eichenblatt, hinten auf grünem Dreiberg wachsend drei grüne Schilfstengel mit schwarzen Kolben.“